# Richard Henry Cummings
Richard Henry Cummings (20 de agosto de 1858 - 25 de diciembre de 1938) fue un actor cinematográfico estadounidense de la época del cine mudo. Nacido en New Haven (Connecticut), actuó en 82 filmes entre 1913 y 1930. Falleció en Los Ángeles, California, en 1938.

## Selección de su filmografía
- Old Gray Hoss (1928)
- Thank You (1925)
- Red Courage (1921)
- No Woman Knows (1921)
- The City of Masks (1920)
- The Prince of Avenue A (1920)
- The Last Outlaw (1919)
- Blind Husbands (1919)
- Danger, Go Slow (1918)
- The Bad Boy (1917)
- A Mormon Maid (1917)
- Daphne and the Pirate (1916)
- Fate's Decree (1914)